# Mimijamb
Mimijamb (gr.) – w literaturze greckiej i rzymskiej krótka scenka rodzajowa, zazwyczaj odtwarzająca życie codzienne. Powstała w okresie hellenistycznym, a jej najbardziej znanym przedstawicielem był Herondas z Kos (III w. p.n.e.). Pisana trymetrem jambicznym, ewentualnie cholijambicznym.